# Braxton Huggins
Braxton Huggins (Bakersfield (California), 30 de noviembre de 1996) es un baloncestista estadounidense que pertenece a la plantilla del Larisa B.C. de la A1 Ethniki. Con 1,93 metros de estatura, juega en la posición de base.

## Trayectoria deportiva
Jugó durante tres temporadas con los New Mexico State Aggies de la Universidad Estatal de Nuevo México, en la que estuvo desde 2014 a 2017. Tras una temporada en blanco, cambió de universidad para jugar en Fresno State Bulldogs de la Universidad Estatal de California, ciudad natal del jugador.
Tras no ser elegido en el Draft de la NBA de 2019, se unió al ZZ Leiden de la Dutch Basketball League con el que promedió 15 puntos por partido en los 20 partidos disputados de la liga doméstica y otros 15 puntos por encuentro en 10 partidos disputados de Eurocup.
Comenzaría la temporada 2020-21 en las filas del KTP Basket Kotka de la Korisliiga, en el que promedia 20,12 puntos en 17 partidos disputados.
El 1 de abril de 2021, firma por el Larisa B.C. de la A1 Ethniki.